# Sin Joon-sik
Sin Joon-sik (koreanisch 신준식; * 13. Januar 1980) ist ein ehemaliger südkoreanischer Taekwondoin.

## Karriere
Er nahm an den Olympischen Spielen 2000 in Sydney teil. Dort kämpfte er sich in der Klasse bis 68 Kilogramm bis ins Finale vor, das er mit 0:1 gegen Steven Lopez verlor und somit die Silbermedaille gewann. 2004 wurde er in Amman Asienmeister in der Klasse bis 72 Kilogramm.